# Absalon

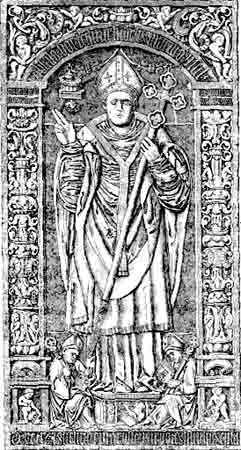
Hình Absalon trên mộ bia ở Nhà thờ tu viện Sorø

Absalon (1128 - 21.3.1201) là tổng Giám mục và chính trị gia đầy thế lực của Đan Mạch. Absalon sinh tại Fjenneslev năm 1128, từ trần ngày 21.3.1201 ở Tu viện Sorø và được mai táng trong Nhà thờ Tu viện Sorø.
Cha của Absalon là Asser Rig thuộc gia tộc quyền thế Hvide, và mẹ là Inge Eriksdatter. Absalon có một người anh là Esbern Snare. Gia đình này đã nuôi Valdemar I (khi cha của Valdemar là Knud Lavard bị giết năm 1131), người mà sau này lên làm vua Đan Mạch.

## Cuộc đời và sự nghiệp
Thời niên thiếu Absalon sống với anh và người anh nuôi Valdemar trong gia đình. 3 người rất thân thiết với nhau. Từ khoảng năm 1146-1156, Absalon học thần học tại Đại học Paris và làm quen với tu sĩ Guillaume de Paris (người sau này sang Đan Mạch và có ảnh hưởng nhiều tới tu viện Sorø).
Absalon đã tham dự Buổi tiệc đẫm máu ở Roskilde ngày 9.8.1157 - nơi Svend Grathe (vua vùng Scania) giết Knud V (vua Zealand) và tìm cách giết Valdemar. Absalon đã giúp Valdemar trốn sang Jutland và sau này Valdemar đã thắng Svend Grathe.
Khi Valdemar lên làm vua Đan Mạch, ông ta đã tiến cử Absalon làm Giám mục cai quản giáo phận Roskilde năm 1158. Absalon đã biến tu viện dòng Benedict ở Sorø (do người cha lập ra) trở thành tu viện dòng Xi-tô và xây nhà thờ tu viện. Ngày nay chỉ riêng nhà thờ tu viện này còn nguyên vẹn, còn tu viện đã bị phá hủy.
Thập niên 1160 Absalon được nhà vua trao tặng 1 làng gọi là Hafn như là 1 đất phong hầu. Năm 1167 Absalon xây 1 lâu đài trên đảo nhỏ Slotsholmen ở làng Hafn. Di tích của lâu đài này ngày nay nằm dưới lòng đất của dinh Christianborg (trụ sở quốc hội Đan Mạch hiện nay). Sau này - với thời gian - làng Hafn trở thành thành phố Copenhagen.
Absalon đã cùng vua Valdemar chiến đấu chống các tên cướp biển người Wends và năm 1169 đã chiếm thành phố thủ phủ Arkona của người Wends trên đảo Rügen trong Biển Baltic.
Năm 1178 Absalon làm tổng Giám mục ở Lund (nam Thụy Điển, thời đó thuộc Đan Mạch), kế vị tổng Giám mục Eskil. Absalon đã dùng ảnh hưởng, tác động tới việc duy trì nền tư pháp riêng của giáo hội ở Đan Mạch, nhưng do đó gây nên sự bất mãn của dân chúng ở vùng Scania. Các năm 1180-1182, với sự trợ giúp của giới quý tộc vùng Scania, Absalon đã thẳng tay đàn áp các nông dân vùng này nổi dậy chống chính sách của ông ta, trong đó có việc áp dụng thuế 1/10 (lợi tức) nộp cho giáo phận.
Sau khi Knud VI lên ngôi vua năm 1182 thì Absalon thực sự là người cai trị Đan Mạch.
Absalon từ trần ngày 21.3.1201 ở Tu viện Sorø và được mai táng trong Nhà thờ Tu viện Sorø.

## Truyền thuyết về việc sinh Absalon
Theo Saxo Grammaticus thì Absalon được sinh ra khi người cha Asser Rig đi chinh chiến trên đất của người Wends. Trước khi đi Asser Rig đã nói với người vợ đang mang thai là, nếu sinh con gái thì dựng 1 nóc tháp nhọn trên nhà thờ Fjenneslev (mà ông ta đang cho xây), còn nếu sinh con trai thì phải cho xây 1 tháp chuông thực sự. Khi Asser Rig trở về thì thấy nhà thờ có 2 cây tháp vì ông ta có hai con trai song sinh (Esbern Snarre và Absalon).

## Nhẫn Giám mục của Absalon
Nhẫn Giám mục của Absalon được tìm thấy ở ngón tay đeo nhẫn bên bàn tay phải của ông ta, khi khai quật xác ông ta lần thứ nhất năm 1536, dưới sự chứng kiến của vua Christian III thời đó. Nhà vua đề nghị trao nhẫn này cho Giám mục Peder Palladius, nhưng Giám mục này từ chối. Nhẫn này làm bằng vàng, có lồng 1 viên ngọc safir. Khi khai quật mộ lần thứ hai vào đầu thế kỷ 19, thì nhẫn đó được trưng bày ở Viện bảo tàng quốc gia tại Copenhagen. Mộ Absalon cũng được khai quật lần thứ ba năm 1947.
Ngày nay nhẫn đó được cho Nhà bảo tàng Nhà thờ chính tòa Roskilde mượn (1.7.2008).

## Tàu Absalon

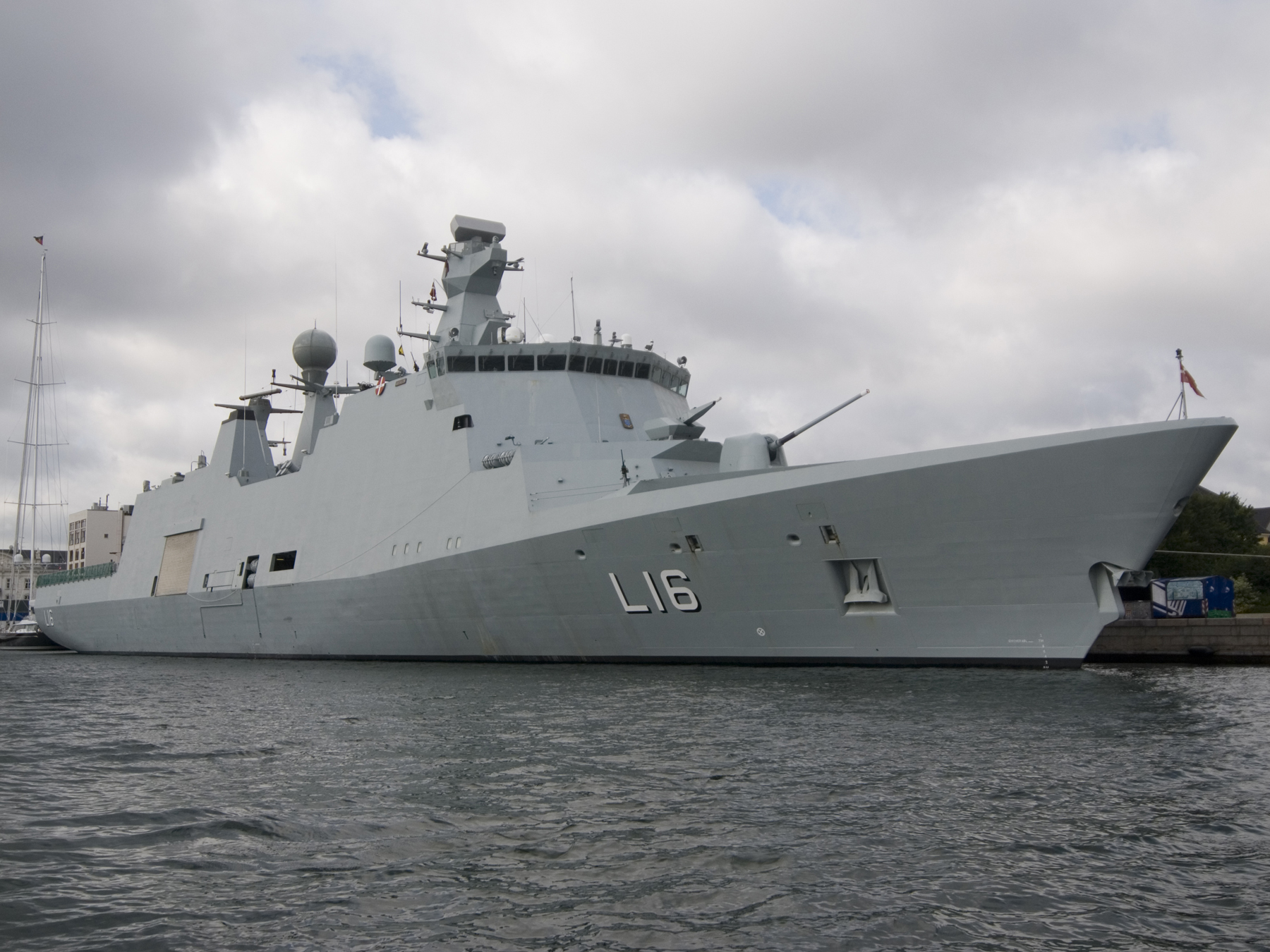
Tàu yểm trợ L16 Absalon

Một tàu yểm trợ của Hải quân Đan Mạch - tàu Absalon - đã được đặt theo tên Absalon để tưởng nhớ tàu chiến đã đi vào truyền thuyết của ông ta.